# Lato sensu
Lato sensu é uma expressão em latim que significa, literalmente, "em sentido amplo", em contraposição ao stricto sensu ("sentido estrito"). Refere-se ao sentido mais amplo de um termo, em oposição ao seu sentido mais específico.

## No ensino superior
No campo do ensino superior, designa um curso de pós-graduação a nível de especialização, como o Master of Business Administration, por exemplo, em contraposição ao mestrado e doutorado, que são cursos de pós-graduação stricto sensu.

### Educação superior continuada (Brasil)
É a designação que se dá aos cursos de pós-graduação que são regulados pelo Ministério da Educação e pela Coordenação de Aperfeiçoamento de Pessoal de Nível Superior. Sua duração mínima é de 180 (aperfeiçoamento) e a partir de 360 horas (especialização), sendo concebidos para serem cursados por pessoas que já se encontram desempenhando atividades no mundo do trabalho simultaneamente.
Fornecem um título acadêmico lato sensu, nos graus Aperfeiçoado e Especialista. Os cursos lato sensu oferecidos por escolas de renome são valorizados no mercado de trabalho. Assim, pessoas com atuação nas mais diversas áreas optam por um curso lato sensu não só pela facilidade de aplicação do profissional formado conforme as necessidades das empresas, quanto no prosseguimento em sua atividade profissional, isso também porque, em geral, tais cursos tendem a ter maior foco na aplicação prática dos conceitos, melhorando assim o desempenho na atuação profissional. O curso de Aperfeiçoamento exige apenas uma avaliação final, já o curso de Especialização um Trabalho de Conclusão de Curso, um trabalho acadêmico de caráter obrigatório e instrumento de avaliação final de um curso superior. É elaborado em forma de dissertação.